# Svenske børnebogsakademi
Det svenske børnebogsakademi (Svenska barnboksakademin) er en ideel forening, grundlagt i 1989. Akademiet, som har hjemsted i Stockholmsbydelen Skärholmen, har til formål at fremme børne- og ungdomslitteratur.
Akademiet uddeler Eldsjälspriset ("ildsjælsprisen") til personer eller organisationer som arbejder for børne- og ungdomslitteraturen.
Akademiet har 18 medlemmer (i lighed med Svenska Akademien) – medlemmerne er forfattere og illustratorer af børne- og ungdomsbøger. De vælges ikke for livstid, men kan udtræde af akademiet, når de ønsker der. Der udpeges også æresmedlemmer. 

## Medlemmer
1. Eva Eriksson
2. Eva Susso
3. Sven Nordqvist
4. Thomas Halling
5. Dan Höjer
6. Janne Lundström
7. Bo R. Holmberg
8. Per Nilsson
9. Mats Berggren
10. Gunna Grähs
11. Annika Thor
12. Gunilla Bergström
13. Stefan Casta
14. Pija Lindenbaum
15. Pernilla Stalfelt
16. Ulf Nilsson
17. Moni Nilsson-Brännström
18. Jujja Wieslander

## Tidligere medlemmer, i udvalg
Monica Zak, Sven Wernström, Lennart Hellsing, Siv Widerberg, Hans Erik Engqvist, Kerstin Johansson i Backe, Cecilia Torudd, Inger Sandberg, Lasse Sandberg, Rose Lagercrantz, Anna-Clara Tidholm, Gunnel Linde, Annika Holm, Ulf Stark, Viveca Lärn, Max Lundgren, Lars Klinting, Ingegärd Martinell, Helena Dahlbäck, Christina Björk.

## Eksternt linke
- Officiel website